# Келн-Рајзик
Келн-Рајзик (њем. Kölln-Reisiek) општина је у њемачкој савезној држави Шлезвиг-Холштајн. Једно је од 49 општинских средишта округа Пинеберг. Према процјени из 2010. у општини је живјело 2.722 становника. Посједује регионалну шифру (AGS) 1056031.

## Географски и демографски подаци
Келн-Рајзик се налази у савезној држави Шлезвиг-Холштајн у округу Пинеберг. Општина се налази на надморској висини од 7 метара. Површина општине износи 6,8 km². У самом мјесту је, према процјени из 2010. године, живјело 2.722 становника. Просјечна густина становништва износи 402 становника/km².